# Matterhorn (Viktorialand)
Das Matterhorn ist ein 1600 m hoher Berg der Asgard Range im ostantarktischen Viktorialand. Er ragt an der Nordseite des Taylor Valleys zwischen dem Lacroix-Gletscher und dem Matterhorn-Gletscher auf.
Der britische Geograph Thomas Griffith Taylor (1880–1963), Teilnehmer der Terra-Nova-Expedition (1910–1913), benannte den Berg aufgrund seiner Ähnlichkeit nach dem weitaus berühmteren Matterhorn in der Schweiz. In der Antarktis gibt es mit dem Matterhorn im Neuschwabenland noch einen weiteren gleichnamigen Berg.